# ホーリンゴル市
ホーリンゴル市（ホーリンゴルし、モンゴル語：ᠬᠣᠣᠯᠢᠨ ᠭᠣᠤᠯ
ᠬᠣᠲᠠ）は、中華人民共和国内モンゴル自治区通遼市に位置する県級市。

## 行政区画
4ジュール・ゴドムジ（街道）、1ソム（蘇木）を管轄
- 街道弁事処
  - ジュスフア・ジュール・ゴドムジ（珠斯花街道）
  - モスト・タフ・ジュール・ゴドムジ（莫斯台街道）
  - ボルホジル・ジュール・ゴドムジ（宝日呼吉爾街道）
  - シャル・フル・ジュール・ゴドムジ（沙爾呼熱街道）
- ソム（蘇木）：ダライホショー・ソム（達来胡碩蘇木）